# آنتی‌ازنهوفن
آنتی‌ازنهوفن (به آلمانی: Antiesenhofen) یک منطقهٔ مسکونی در اتریش است که در ناحیه راید ایم اینکرایس واقع شده‌است. آنتی‌ازنهوفن ۸٫۶ کیلومتر مربع مساحت دارد ۳۴۶ متر بالاتر از سطح دریا واقع شده‌است.